# Чемпіонат світу з трекових велоперегонів 2015 — кейрін (чоловіки)
Змагання з кейріну серед чоловіків на Чемпіонаті світу з трекових велоперегонів 2015 відбулись 19 лютого.

## Результати

### Перший раунд
Перший раунд відбувся о 16:25.

#### Заїзд 1
| Місце | Ім'я              | Країна        | Відставання | Примітки |
| ----- | ----------------- | ------------- | ----------- | -------- |
| 1     | Максиміліан Леві  | Німеччина     |             | Q        |
| 2     | Едвард Докінс     | Нова Зеландія |             | Q        |
| 3     | Метью Бараноскі   | США           |             |          |
| 4     | Каміль Кучинський | Польща        |             |          |
| 5     | Андерсон Парра    | Колумбія      |             |          |
| 6     | Мікаель Д'Алмейда | Франція       |             |          |

#### Заїзд 2
| Місце | Ім'я                         | Країна    | Відставання | Примітки |
| ----- | ---------------------------- | --------- | ----------- | -------- |
| 1     | Штефан Боттічер              | Німеччина |             | Q        |
| 2     | Метью Ґлетцер                | Австралія | +0.029      | Q        |
| 3     | Денис Дмітрієв               | Росія     | +0.107      |          |
| 4     | Фабіан Ернандо Пуерта Сапата | Колумбія  | +0.125      |          |
| 5     | Х'юго Барретт                | Канада    | +0.228      |          |
| 6     | Кшиштоф Максель              | Польща    | +0.079      |          |

#### Заїзд 3
| Місце | Ім'я               | Країна          | Відставання | Примітки |
| ----- | ------------------ | --------------- | ----------- | -------- |
| 1     | Азізуласні Аванг   | Малайзія        |             | Q        |
| 2     | Маттейс Бюхлі      | Нідерланди      | +0.153      | Q        |
| 3     | Якоб Шмід          | Австралія       | +0.159      |          |
| 4     | Франческо Чечі     | Італія          | +0.205      |          |
| 5     | Йоахім Айлерс      | Німеччина       | +0.301      |          |
| 6     | Джейсон Кенні      | Велика Британія | +0.533      |          |
| 7     | Кадзунарі Ватанабе | Японія          | +0.911      |          |

#### Заїзд 4
| Місце | Ім'я              | Країна        | Відставання | Примітки |
| ----- | ----------------- | ------------- | ----------- | -------- |
| 1     | Сем Вебстер       | Нова Зеландія |             | Q        |
| 2     | Франсуа Перві     | Франція       | +0.008      | Q        |
| 3     | Шейн Перкінс      | Австралія     | +0.088      |          |
| 4     | Христос Волікакіс | Греція        | +0.148      |          |
| 5     | Микита Шуршин     | Росія         | +0.293      |          |
| 6     | Джозайя У         | Малайзія      | +0.784      |          |

### Додатковий раунд
Перезаїзд першого раунду відбувся о 17:10.

#### Заїзд 1
| Місце | Ім'я              | Країна    | Відставання | Примітки |
| ----- | ----------------- | --------- | ----------- | -------- |
| 1     | Кшиштоф Максель   | Польща    |             | Q        |
| 2     | Христос Волікакіс | Греція    | +0.108      |          |
| 3     | Йоахім Айлерс     | Німеччина | +0.182      |          |
|       | Метью Бараноскі   | США       | REL         |          |

#### Заїзд 2
| Місце | Ім'я              | Країна  | Відставання | Примітки |
| ----- | ----------------- | ------- | ----------- | -------- |
| 1     | Мікаель Д'Алмейда | Франція |             | Q        |
| 2     | Денис Дмітрієв    | Росія   | +0.084      |          |
| 3     | Х'юго Барретт     | Канада  | +0.141      |          |
| 4     | Франческо Чечі    | Італія  | +0.781      |          |

#### Заїзд 3
| Місце | Ім'я                         | Країна    | Відставання | Примітки |
| ----- | ---------------------------- | --------- | ----------- | -------- |
| 1     | Фабіан Ернандо Пуерта Сапата | Колумбія  |             | Q        |
| 2     | Якоб Шмід                    | Австралія | +0.010      |          |
| 3     | Андерсон Парра               | Колумбія  | +0.548      |          |
| 4     | Джозайя У                    | Малайзія  | +0.849      |          |

#### Заїзд 4
| Місце | Ім'я               | Країна          | Відставання | Примітки |
| ----- | ------------------ | --------------- | ----------- | -------- |
| 1     | Микита Шуршин      | Росія           |             | Q        |
| 2     | Джейсон Кенні      | Велика Британія | +0.125      |          |
| 3     | Шейн Перкінс       | Австралія       | +0.235      |          |
| 4     | Кадзунарі Ватанабе | Японія          | +0.349      |          |
| 5     | Каміль Кучинський  | Польща          | +0.519      |          |

### Другий раунд
Другий раунд розпочався о 20:00.

#### Заїзд 1
| Місце | Ім'я             | Країна        | Відставання | Примітки |
| ----- | ---------------- | ------------- | ----------- | -------- |
| 1     | Микита Шуршин    | Росія         |             | Q        |
| 2     | Максиміліан Леві | Німеччина     | +0.088      | Q        |
| 3     | Сем Вебстер      | Нова Зеландія | +0.103      | Q        |
| 4     | Маттейс Бюхлі    | Нідерланди    | +0.149      |          |
| 5     | Метью Ґлетцер    | Австралія     | +0.259      |          |
| 6     | Кшиштоф Максель  | Польща        | +0.339      |          |

#### Заїзд 2
| Місце | Ім'я                         | Країна        | Відставання | Примітки |
| ----- | ---------------------------- | ------------- | ----------- | -------- |
| 1     | Едвард Докінс                | Нова Зеландія |             | Q        |
| 2     | Франсуа Перві                | Франція       | +0.081      | Q        |
| 3     | Азізуласні Аванг             | Малайзія      | +0.097      | Q        |
| 4     | Штефан Боттічер              | Німеччина     | +0.112      |          |
| 5     | Мікаель Д'Алмейда            | Франція       | +0.116      |          |
| 6     | Фабіан Ернандо Пуерта Сапата | Колумбія      | +0.166      |          |

### Фінали
Фінали розпочались о 20:45.

#### Малий фінал
| Місце | Ім'я                         | Країна     | Відставання | Примітки |
| ----- | ---------------------------- | ---------- | ----------- | -------- |
| 7     | Фабіан Ернандо Пуерта Сапата | Колумбія   |             |          |
| 8     | Штефан Боттічер              | Німеччина  | +0.040      |          |
| 9     | Маттейс Бюхлі                | Нідерланди | +0.093      |          |
| 10    | Метью Ґлетцер                | Австралія  | +0.343      |          |
| 11    | Мікаель Д'Алмейда            | Франція    | +0.407      |          |
| 12    | Кшиштоф Максель              | Польща     | +0.494      |          |

#### Фінал
| Місце | Ім'я             | Країна        | Відставання | Примітки |
| ----- | ---------------- | ------------- | ----------- | -------- |
| 1     | Франсуа Перві    | Франція       |             |          |
| 2     | Едвард Докінс    | Нова Зеландія | +0.085      |          |
| 3     | Азізуласні Аванг | Малайзія      | +0.229      |          |
| 4     | Максиміліан Леві | Німеччина     | +0.274      |          |
| 5     | Микита Шуршин    | Росія         | +0.287      |          |
| 6     | Сем Вебстер      | Нова Зеландія | +0.968      |          |